# GD Sagrada Esperança
GD Sagrada Esperança is een Angolese voetbalclub uit Dundo.
In 2005 werd de club voor het eerst landskampioen. De club nam datzelfde jaar ook deel aan de CAF Champions League maar verloor in de 1/16de finale van ASEC Abidjan. In 2008 degradeerde de club.

## Erelijst
- Landskampioen
  - 2005, 2021
- Beker van Angola
  - 1988, 1999